# 呂猶龍
呂猶龍，正红旗包衣管领下汉姓人出身:41。
初任浙江驛鹽道。1718年擔任福建巡撫，主要從事福建之軍政事務，品等約為二品。
康熙五十八年四月二十九日(1719年6月16日)，向康熙帝介绍并呈送台湾番檨(芒果)和武彝山茶。
康熙六十一年六月二十八日至十月二十一日(1722年8月9日-11月29日)，任浙江巡撫。